# کبوتر-کوکوی سولا
کبوتر-کوکوی سولا (نام علمی: Turacoena sulaensis)، گونه‌ای از پرندگان خانواده کبوتران است. این گونه بومی جزایر سولا و مجمع‌الجزایر بنگگی در اندونزی است. پیش از سال ۲۰۱۶، آن را زیرگونه کبوترکوکوی رخ‌سفید می‌دانستند.